# Matthias Maak
Matthias Maak (Bruck an der Mur, 12 maggio 1992) è un calciatore austriaco, centrocampista dell'Austria Lustenau.